# Metralladora LAD
La Metralladora LAD (en rus: пулемет ЛАД) és un prototip soviètic d'una metralladora lleugera. Encara que era alimentada per una cinta, tenia bípode, i estava dissenyada per disparar les bales de 7,62×25mm Tokarev. La metralladora LAD, va ser dissenyada entre 1942 i 1943 per V. F. Lyuty, N. M. Afanasyev i V. S. Daykin. Només dos prototips van ser construïts, però no van ser acceptades per al servei. Els dos prototips estan exposats al museu d'història d'artilleria, enginyers i senyals, a Sant Petersburg.